# Vonêche
Vonêche (Waals: Vonneche) is een plaats en deelgemeente van de Belgische gemeente Beauraing. Vonêche ligt in de provincie Namen en was tot 1 januari 1977 een zelfstandige gemeente.

## Demografische ontwikkeling
- Bronnen:NIS, Opm:1831 tot en met 1970=volkstellingen, 1976= inwoneraantal op 31 december
- 1910: Afsplitsing van Froidfontaine

## Glas en kristal
Gedurende een halve eeuw kende Vonêche een belangrijke glas- en kristalnijverheid. Het dorp, dat in de 17e eeuw nagenoeg verdwenen was door oorlog en pest, werd nieuw leven ingeblazen door een octrooi waarmee keizerin Maria Theresia in 1778 de oprichting van een glasfabriek toestond aan Pierre-Nicolas Mathys en Gaspard André. De locatie was geschikt dankzij de aanwezigheid van fijn zand en overvloedig brandhout uit de Ardeense wouden. Met behulp van Franse en Duitse arbeiders produceerde de Verrerie Impériale et Royale de Vonêche raamglas en drinkbekers. Door de revolutionaire tijden doofde de productie in 1793 haast uit. In 1802 kocht de Fransman Aimé-Gabriel d'Artigues (1773-1848) de kleine fabriek met goedvinden van Napoleon Bonaparte. D'Artigues herlanceerde de glasproductie en begon ook kristal te vervaardigen. Mede dankzij de Continentale Blokkade groeide Vonêche uit tot de grootste cristallerie van het Europese vasteland, met 650 werknemers in 1810. De val van Napoleon dreigde in 1815 de toegang tot de Franse markt af te snijden, maar d'Artigues bekwam van koning Lodewijk XVIII dat hij verder taksvrij mocht invoeren in ruil voor een gedeeltelijke delokalisatie naar Baccarat. D'Artigues vormde er de verlaten Verrerie Sainte-Anne om tot de Établissements de Vonêche à Baccarat en vertrouwde de leiding over Vonêche toe aan François Kemlin. Die laatste wilde in 1825 de zaak voor een half miljoen frank overnemen, wat waarschijnlijk de breuk tussen de twee mannen veroorzaakte. Het volgende jaar vertrok Kemlin met een honderdtal arbeiders naar Seraing om er Val-Saint-Lambert op te richten. Gedwongen door financiële moeilijkheden zag d'Artigues zich in 1830 verplicht zijn Belgische onderneming te verkopen aan Baccarat. In de verlaten gebouwen kwam in 1835 een drankstokerij.
Vonêche lag dus aan de basis van de beroemde kristalcentra Baccarat en Val-Saint-Lambert. Het fraaie kasteel en verschillende vakwerkhuizen getuigen nog van de gloriejaren van het dorp. Een minder aangename erfenis is bodemvervuiling met lood, arseen en andere zware metalen.